# Manfred Schlager
Manfred Schlager (* 2. August 1929 in Hof; † 10. April 2011) war ein deutscher Jurist und Politiker (CSU), zuletzt als Landrat von Rehau.

## Leben und Beruf
Nach dem Besuch der Volksschule und dem Abitur 1949 an der Oberrealschule in Hof studierte Schlager Rechts- und Staatswissenschaften an der Universität Erlangen. Er bestand 1953 das erste juristische Staatsexamen und war von 1954 bis 1958 als Rechtsreferendar im bayerischen Staatsdienst an den Dienststellen in Nürnberg, Bayreuth und Hof sowie an der Hochschule für Verwaltungswissenschaften in Speyer tätig. Sein Studium beendete er 1958 mit dem zweiten juristischen Staatsexamen. Schlager zählte zu den Gründern der Jungen Union in Hof und war 1957/58 deren Ortsvorsitzender. Er war evangelisch und schloss sich der CSU an.
Schlager trat im Sommer 1958 als Regierungsassessor in das Bayerische Staatsministerium der Finanzen ein und wurde 1959 zum Regierungsrat ernannt. 1963 wurde er als Vertreter des Ministeriums zum Bevollmächtigten des Freistaates Bayern beim Bund abgeordnet. 1964 erhielt er die Beförderung zum Oberregierungsrat. Von 1965 bis 1969 gehörte Schlager dem Deutschen Bundestag an. Er war über die Landesliste Bayern ins Parlament eingezogen. Schlager amtierte vom 10. Mai 1970 bis zur Auflösung des Kreises im Zuge der Kommunalen Neugliederung Bayerns am 30. Juni 1972 als Landrat des Landkreises Rehau. Schlager war verheiratet, lebte in Hof (Saale) und starb 81-jährig am 10. April 2011.

## Ehrungen
- 1981: Verdienstmedaille in Silber des Landkreises Hof